# Médicament
« Remède » redirige ici. Pour les autres significations, voir Remède (homonymie).

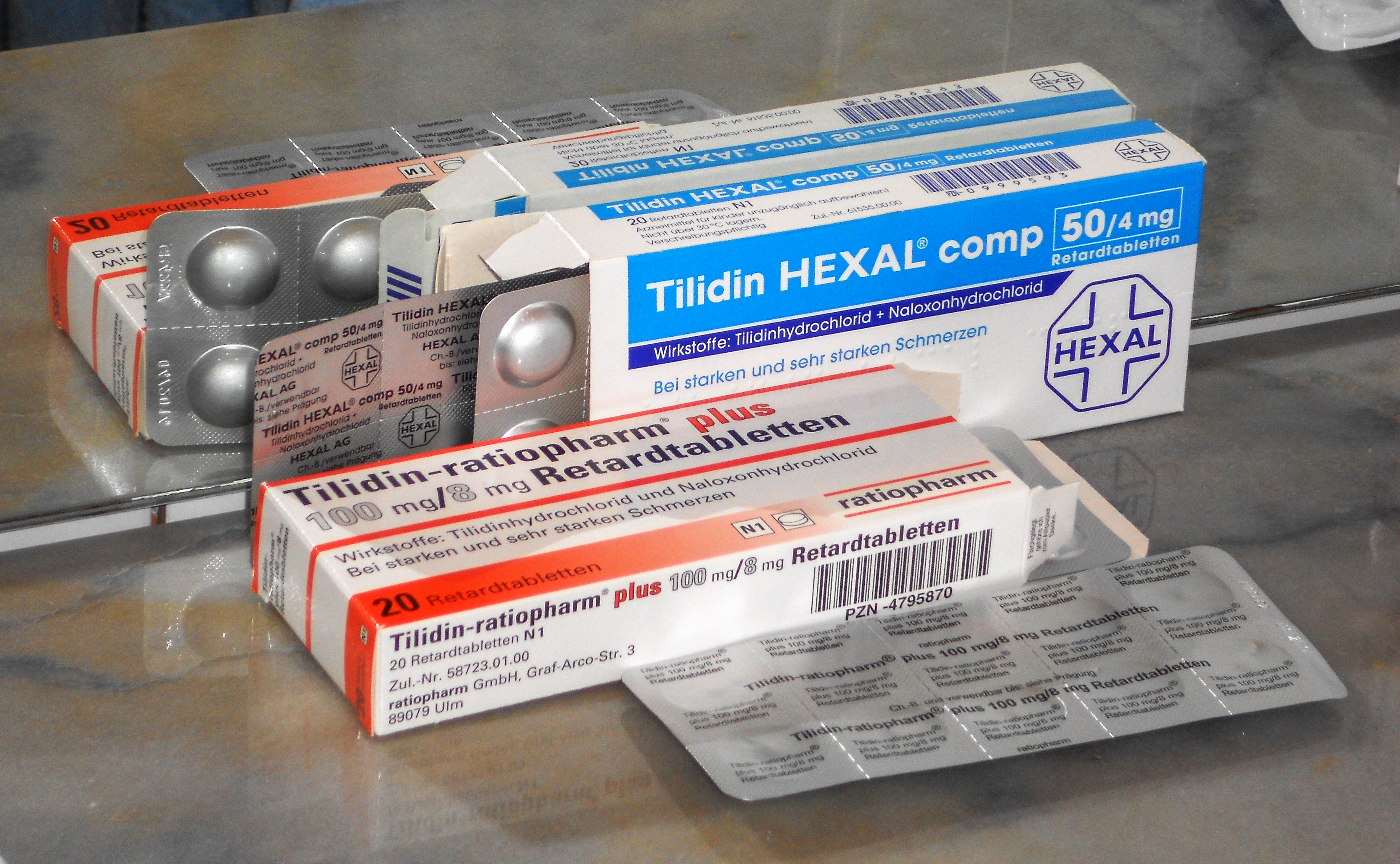
Boîtes de médicaments

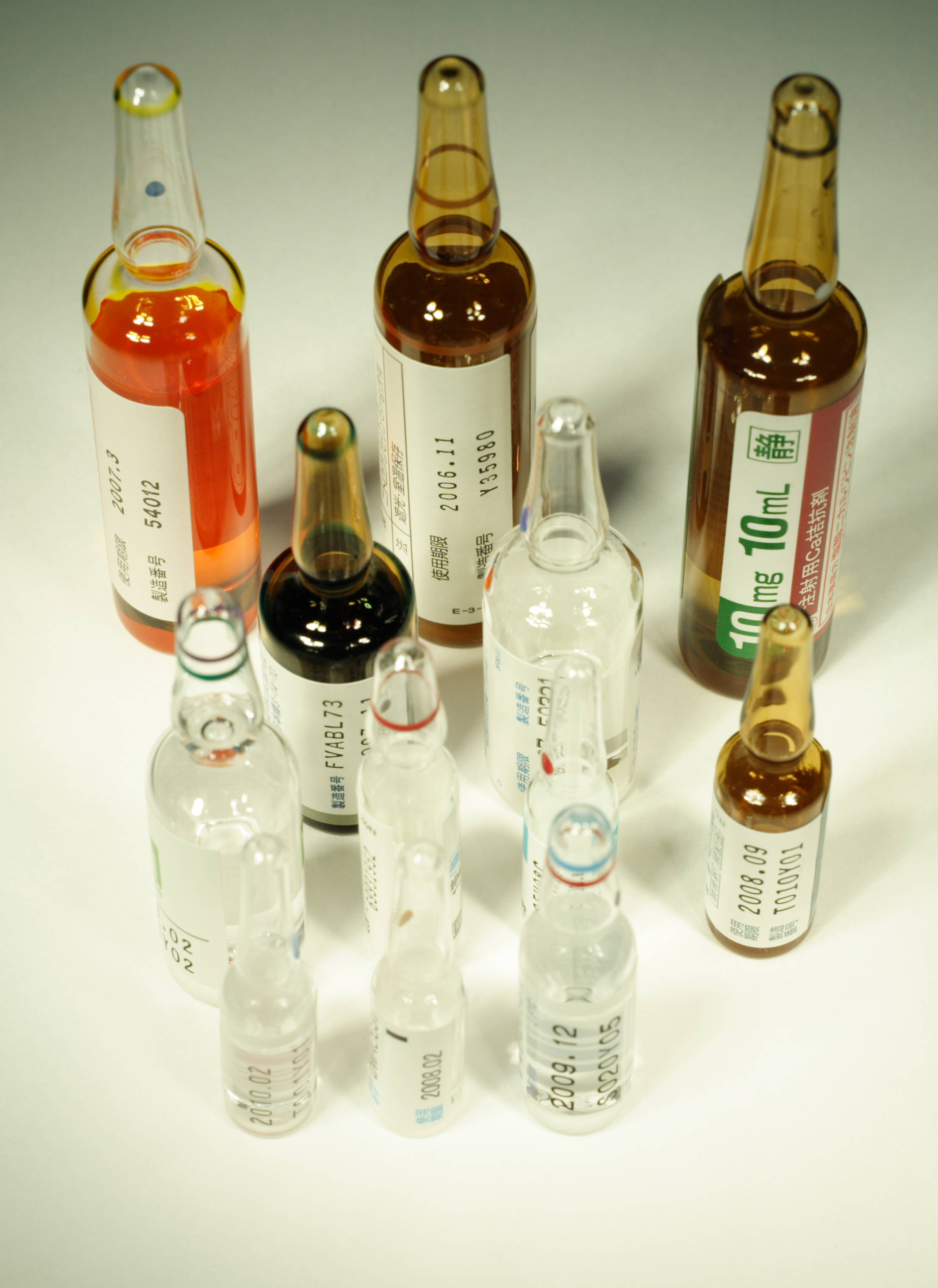
Ampoules

Un médicament est toute substance ou composition présentée comme possédant des propriétés curatives ou préventives à l'égard des maladies humaines ou animales. Par extension, un médicament comprend toute substance ou composition pouvant être utilisée chez l'être humain ou l'animal ou pouvant leur être administrée, en vue d'établir un diagnostic médical ou de restaurer, corriger ou modifier leurs fonctions physiologiques en exerçant une action pharmacologique, immunologique ou métabolique.
L'ensemble de la chaîne des médicaments (recherche, production, contrôle qualité, distribution en gros, délivrance aux patients, pharmacovigilance) est sous la responsabilité de spécialistes diplômés des médicaments, les pharmaciens.

## Définition élargie

### Définition officielle
La notion de médicament est précisément définie en France par l'article L5111-1 du Code de la santé publique.
On peut distinguer différents types de médicaments selon leur utilisation, leurs composants, leur mode d'enregistrement réglementaire, etc. :
- médicament générique ;
- médicament biosimilaire ;
- médicament orphelin ;
- médicament biologique ;
- médicament à base de plantes ;
- médicament essentiel ;
- médicament stupéfiant.

### Notions en rapport
- Posologie : c'est la dose usuelle du médicament utilisé. Elle dépend de la maladie, de l'âge du patient, de son poids et de certains facteurs propres : fonction rénale, fonction hépatique. Elle ne doit naturellement être en aucun cas modifiée sans un avis médical ou éventuellement du pharmacien.
- Pharmacocinétique : c'est la vitesse à laquelle la substance active du médicament va être absorbée, distribuée dans l'organisme, métabolisée (transformée), puis éliminée de l'organisme. Elle conditionne la méthode de prise : orale (par la bouche), intraveineuse ou autre, mais aussi le nombre quotidien de prises, leur horaire, la dose journalière. Schématiquement, la pharmacocinétique est l'étude de l'action de l'organisme sur le médicament.
- Pharmacodynamique : c'est le mode d'action de la substance active qui va entraîner les effets thérapeutiques. Schématiquement, la pharmacodynamie est l'étude de l'action du médicament sur l'organisme.
- Indication : c'est une maladie ou une situation pour laquelle un médicament est utilisé.
- Contre-indication : c'est la ou les situations où la prise du médicament peut se révéler dangereuse. Ce dernier ne doit, par conséquent, pas être donné. On distingue les contre-indications relatives où dans certains cas, le rapport bénéfice-risque de la prise de la molécule reste acceptable, et les contre-indications absolues où le médicament ne doit pas être pris, quel que soit le bénéfice escompté.
- Association déconseillée : à éviter, sauf après évaluation du rapport bénéfice/risque ; nécessité d'une surveillance étroite.
- Précaution d'emploi : c'est le cas le plus fréquent ; association possible en respectant les recommandations.
- A prendre en compte : signalement du risque ; au praticien d'évaluer l'opportunité de l'association ; pas de conduite spécifique à tenir.
- Synergie : cela correspond à l'interaction entre deux médicaments présentant une activité pharmaceutique identique. L'intensité de l'activité de l'association est supérieure à celle que l'on pourrait obtenir avec l'un des médicaments administré seul.
- Potentialisation : elle s'exerce entre deux médicaments dont l'activité pharmaceutique est différente.
- Antagonisme : il s'agit d'une interaction entre deux médicaments dont l'activité pharmaceutique est identique ou différente. L'administration simultanée de deux médicaments entraîne l'inhibition partielle ou complète de l'action de l'un d'entre eux.

## Actions
Un médicament peut avoir une ou plusieurs actions, décrites comme :
- Action substitutive : consiste à apporter à l'organisme l'élément nutritif ou physiologique déficient (par exemple : méthadone ou vitamine C).
- Action par reproduction directe ou indirecte des effets d'une substance naturelle : le médicament reproduit ou stimule une fonction cellulaire ou organique, ou encore la transmission d'un influx nerveux au niveau du SNC (système nerveux central) ou autonome (par exemple : sympathomimétique ou parasympathomimétique).
- Action par antagonisme direct ou indirect des effets d'une substance naturelle : le médicament exerce un blocage partiel ou complet d'une fonction cellulaire ou organique en fixant sur des récepteurs spécifiques (par exemple : sympatholytique).
- Action mécanique (par exemple : huile de paraffine favorisant le transit digestif).
- Action sur certains processus métaboliques : action sur la perméabilité cellulaire ou la réactivité de certaines cellules à leur excitant physiologique ou pathologique (par exemple : médicament anticalcique (modifiant la perméabilité des ions calcium)).

### Substance active et excipient
Le médicament est composé de deux sortes de substances : d'une ou plusieurs substances actives (aussi désigné principe actif — c'est souvent la substance active qui est désignée dans le langage courant par médicament) et d'un ou plusieurs excipients.
La ou les substances actives sont constituées d'une quantité de produit active (dose) ayant un effet pharmacologique démontré et un intérêt thérapeutique également démontré cliniquement. Il est à remarquer que toute substance pharmacologiquement active ne constitue pas nécessairement la base d'un médicament et encore moins d'une thérapie médicamenteuse.
Les excipients sont des substances auxiliaires inertes servant à la formulation de la forme galénique ou destinée à créer une absorption par le corps. Ces excipients sont le plus souvent des substances inertes sur le plan pharmacologique. Les excipients permettent de formuler la ou les substances actives, c’est-à-dire de présenter la substance active sous une forme galénique déterminée. La formulation permet en plus de présenter le médicament sous la forme la plus adaptée pour la voie d'administration souhaitée et éventuellement, le cas échéant, de moduler la vitesse de libération de la substance active vers l'organisme. Comme exemple d'excipients on citera : l'eau et le saccharose sont les deux excipients constituant le sirop simple — ou encore, pour des formes sèches, le ou les amidons modifiés et la ou les celluloses modifiées sont des agents de délitement utilisés dans des formes sèches (comprimés, gélules, etc.) pour accélérer la désintégration (ou encore délitage) de celles-ci une fois arrivées dans l'estomac. Les excipients sont dans leur très grande majorité, des substances chimiquement inertes et pharmacologiquement inactives. Mais il s'avère qu'ils ne sont pas toujours exempts d'effets pharmacologiques sur certains patients. En effet, certains excipients sont connus pour être à l'origine d'effets secondaires (e.g. réactions allergiques ou d'intolérance) chez une minorité de patients particulièrement sensibles. On parle alors d'excipient à effet notoire. On citera en exemple le lactose chez des patients intolérants au lactose. Le prescripteur ou le pharmacien devra en tenir compte lors de la prescription et de la dispensation du médicament. Ceci est très important notamment lors de la substitution d'un produit princeps par une forme générique du produit original. Le produit générique n'étant pas nécessairement formulé avec les mêmes excipients que le produit princeps d'origine. Ceci est une des raisons pour lesquelles un patient peut ne pas tolérer les produits génériques de substitution.
Il est à remarquer qu'une substance active peut être par exemple un produit de contraste (sulfate de baryum) qui n'est pas pharmacologiquement actif car il n'est pas destiné à traiter le patient mais à aider à poser le diagnostic (il est actif sur le rayonnement auquel sera exposé le patient).

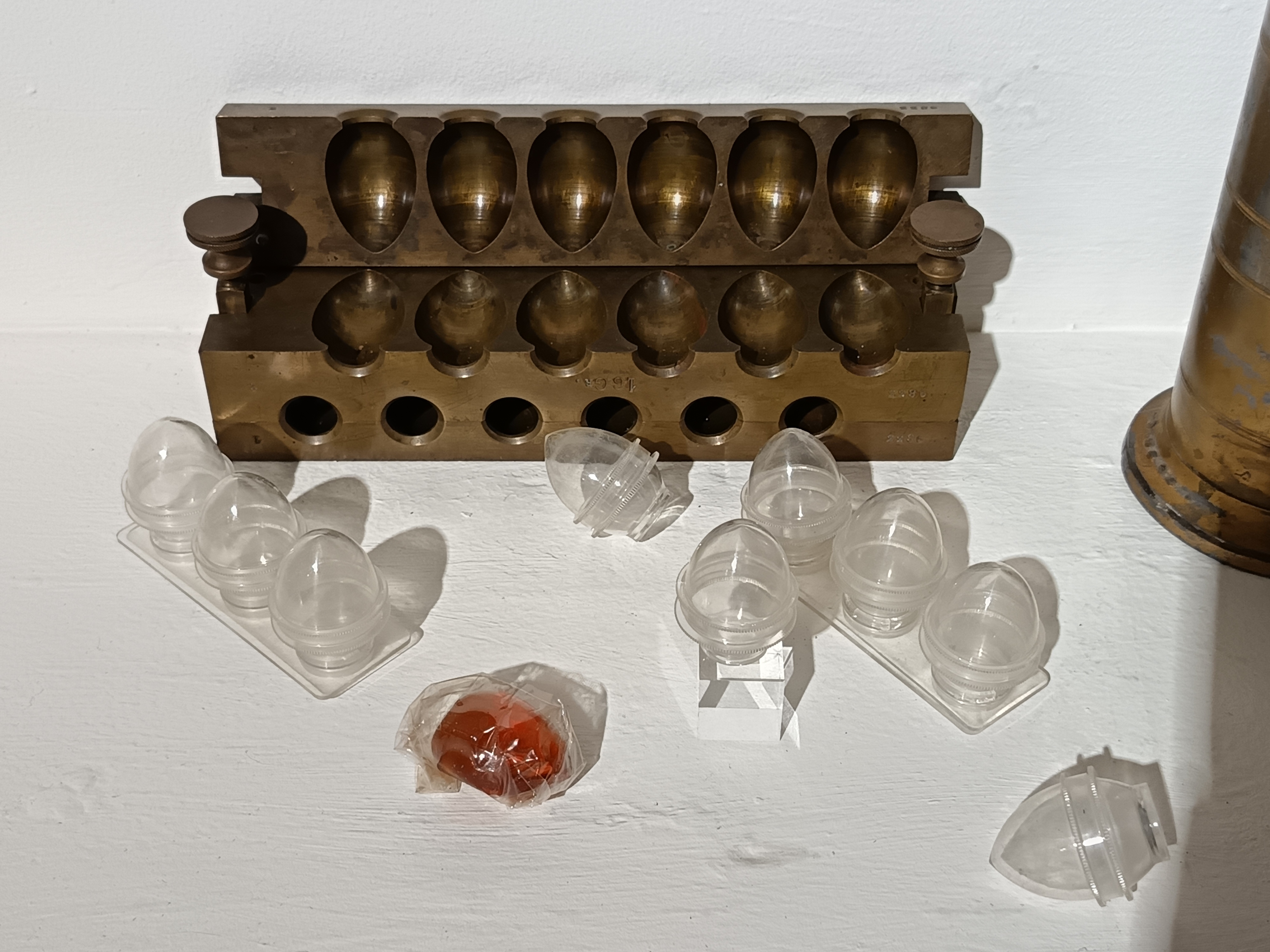
Forme galénique d'ovule avec un exemple d'ovule pleine, Droguier de l'université Lyon 1.

La galénique (de Galien, médecin de l'Antiquité) ou « art de formuler les médicaments », va permettre de présenter la substance active à des doses différentes et sous différentes formes galéniques (les formes d'administration de la substance active au patient). On parlera de comprimés, de gélules, de capsules molles, de suppositoires, d'ampoules, de gouttes (orales, oculaires ou nasales), de collutoires, de collyres, de pommades, de gels et crèmes, de solutions, d'ovules, d'emplâtre ou de dispositifs transdermiques, etc. On peut ainsi classer les formes galéniques selon la voie d'administration aux patients pour laquelle elles ont été conçues. On parlera alors d'injectables (ampoules de solution ou de suspension, implants…) destinées aux différentes voies parentérales (sous-cutanées, intraveineuse, intramusculaires, intra-articulaires…). Ces formes doivent être stériles, apyrogènes et, parfois, isotoniques. Les autres formes liquides non injectables sont destinées aux voies orales (à avaler per os ou sublinguales, à enrobage entérique ou à désintégration rapide), nasales, auriculaires et oculaires, dermiques mais aussi transdermiques (timbre ou patch). Il existe encore des formes pour la voie, rectale, oculaire, auriculaire, etc.
Une spécialité pharmaceutique est un médicament qui a un nom commercial (qui fait l'objet d'une propriété commerciale, nom commercial dit aussi nom de fantaisie). Chaque spécialité fait l'objet d'un enregistrement auprès des autorités de santé, qui est préparé industriellement selon des normes très strictes (les bonnes pratiques de fabrication) et est vendu par un laboratoire pharmaceutique. Sous son même nom de marque, il existe différentes formes pharmaceutiques et différents conditionnements, chacun faisant l'objet d'un enregistrement spécifique. Une même spécialité pourra être commercialisée éventuellement sous un ou plusieurs noms de marque et restera protégée tant qu'elle fera l'objet d'une propriété intellectuelle et d'une protection des droits intellectuels et/ou commerciaux (brevet, exclusivité commerciale, licence). Une fois la propriété intellectuelle perdue (épuisement des droits du ou des brevets), le médicament peut être commercialisé sous des formes dites génériques (en plus des formes commerciales existantes). Les formes génériques devant être bioéquivalentes au premier produit de marque mis sur le marché appelé encore produit « princeps » ou spécialité originale.
Ce n'est pas parce que l'on absorbe des doses équivalentes d'une même substance active sous des formes différentes (une solution au lieu d'un comprimé par exemple) que l'effet pharmacologique recherché sera équivalent. La prise à jeun ou après un repas change également l'effet pharmacologique de la substance active. On parle alors de disponibilité de la substance active ou encore de « biodisponibilité ». Deux formes offrant la même biodisponibilité seront dites bioéquivalentes.

### Principe de bioéquivalence
Le principe de bioéquivalence décrit deux médicaments contenant la même quantité de substance active. Les substances actives sont dites bioéquivalentes si, pour un même groupe d'individus, leurs effets thérapeutiques sont estimés biologiquement équivalents. Des différences au niveau des caractéristiques physiques des substances actives (structure cristalline ou polymorphisme, taille des cristaux) ou caractéristiques de formulation (présence de certains excipients, compression, délitement, enrobage,..) peuvent faire que deux formes galéniques qui contiennent la même quantité de substance active sont très différentes au niveau de leur mise à la disposition de cette substance active au niveau du système digestif. Il en est de même pour des formes injectables où l'on injecte des substances actives en suspension. Mais comme il est difficile et surtout très coûteux de tester une équivalence thérapeutique basée sur des tests cliniques et/ou biologiques, on teste en fait les variations de la concentration plasmatique de la substance active inchangée au cours du temps, variation consécutive à la prise du médicament au t=0. La courbe de biodisponibilité est représentée par la concentration plasmatique en inchangé Cp = f(t). C'est la mesure de l'aire sous la courbe qui donne la biodisponibilité de la substance active tel que présenté dans la forme galénique. Deux médicaments bioéquivalents donnent des moyennes d'aires sous la courbe (donc de concentrations plasmatiques en produit inchangé = f(t) qui sont équivalentes dans une population d'une vingtaine d'individus sains. Pour enregistrer un produit générique, il est nécessaire de démontrer par une étude de bioéquivalence que la forme générique est bioéquivalente à la forme princeps. Les problèmes de bioéquivalence existent cependant et se posent de façon importante pour des substances actives peu solubles (solubilité aqueuse inférieure à 1 mg/ml) lorsqu'elles sont administrées par voie orale ou pour des formes galéniques modifiées telles que les formes à libération prolongée, appelées encore formes retard. Pour des formes en solution vraie et présentées en injectable et injectées par voie IV en bolus, il n'existe par définition aucune différence de bioéquivalence entre formes puisque la biodisponibilité est totale (on dit alors que la biodisponibilité est absolue et égale à 1, quelle que soit la spécialité injectable utilisée. En revanche, pour des solutions orales, la biodisponibilité n'est plus absolue mais relative, car elle est relative à la vitesse de transit gastrique de chaque individu (à jeun, pendant ou après un repas, repas léger ou gras, etc.) et à une fenêtre d'absorption duodénale, si celle-ci existe. Par voie orale, on est donc toujours dans le relatif. Pour assurer une qualité de biodisponibilité des formes galéniques orales, dans la pratique industrielle, on teste la vitesse de dissolution des formes galéniques orales en laboratoire (test de dissolution) et ceci sur chaque lot avant de le libérer vers la distribution.
Les injectables à libération prolongée (formes intra-musculaire, intra-articulaire, implants, etc.) peuvent, en revanche, montrer des biodisponibilités fort différentes entre elles et par rapport à la forme IV bolus. Ceci ne signifiant pas nécessairement des effets thérapeutiques essentiellement différents ou nécessairement supérieurs ou inférieurs. Là commence le domaine de la pharmacocinétique en liaison avec la toxicité (animale et humaine) et les études cliniques (animale et humaine).

## Historique
Au début du XXe siècle n'étaient considérés comme médicaments qu'une douzaine de produits de synthèse et une centaine de produits naturels. Au début du XXIe siècle, nous utilisons des centaines de substances synthétiques et il ne reste que très peu de remèdes courants d'origine exclusivement naturelle. Le XXe siècle a vu l'essor des médicaments de synthèse produits par des laboratoires pharmaceutiques. Depuis peu, les protéines, molécules du vivant, sont de plus en plus utilisées comme médicament.

## Développement

### Création
Actuellement[Quand ?], pour une utilisation en santé humaine et animale, de la découverte d'une nouvelle substance active à l'Autorisation de mise sur le marché (AMM) en passant par la mise au point de(s) (la) forme(s) galénique(s) (le médicament délivré en officine), généralement une période de 10 à 15 ans se sera écoulée et plusieurs centaines de millions d'euros auront été investies.
Le processus de développement peut être décrit selon les étapes suivantes :
- recherche d'une substance originale candidate au statut de candidat médicament selon plusieurs méthodes : modélisation informatique, criblage (screening), observation de médecines traditionnelles (medicine man (en)), étude des caractéristiques des plantes ou substances naturelles (pharmacognosie), et parfois par les faveurs du hasard (sérendipité) lors d'observations cliniques ;
- les substances candidates sont alors le plus souvent brevetées ce qui confère, dans ce cas, à l'inventeur un droit de propriété intellectuelle permettant l'exploitation commerciale exclusive de la molécule pour une durée maximale de 20 ans. Compte tenu du fait que la protection court à compter du dépôt du brevet et non celle de la mise sur le marché, pour le médicament, en France, en Europe et aux États-Unis un certificat complémentaire de protection (CCP[4] ou SPC, en anglais) peut être obtenu. Par ailleurs, pour encourager des développements complémentaires, les autorités de santé peuvent accorder une exclusivité commerciale supplémentaires de quelques années dans des conditions particulières, par exemple indications orphelines[5], médicaments pédiatriques, etc.
- depuis 2009, commencent à se développer aux États-Unis des coopératives de conception libre de médicaments, notamment génétique[6] ;
- étude de l'effet de la substance in vitro sur des micro-organismes en culture, ex vivo sur des organes isolés ou sur des récepteurs biologiques purifiés, puis in vivo, c'est-à-dire sur l'animal de laboratoire vivant ;
- recherche d'une forme galénique la mieux adaptée. On cherche tant que possible à obtenir une forme orale biodisponible et stable. Celle-ci étant la plus simple à prendre par le futur patient (compliance).

Les dernières phases de recherche enclenchées dans le développement d'un nouveau médicament sont les études cliniques : depuis près de vingt ans, les différentes études cliniques qui doivent être réalisées à l'appui d'une demande d'enregistrement (demande d'AMM) font l'objet d'une standardisation internationale (harmonisation ICH) reconnue par tous les pays de l'OCDE. Elles sont structurées en trois phases avant la mises sur le marché et une, la phase IV, après cette mise sur le marché. Pour chaque nouvelle indication thérapeutique et parfois aussi par catégorie de formes galéniques (injectable, orale, topique…), il sera nécessaire de reconsidérer le plan clinique existant et de voir si les études cliniques existantes peuvent être utilisées à l'appui de la nouvelle indication / forme pharmaceutique ou si de nouvelles études sont nécessaires et doivent être entreprises avant d'aller plus avant. Lors de la mise sur le marché de copies génériques les études de bioéquivalence seront entreprises. Une substance active va donc faire l'objet d'études cliniques quasiment de façon continue pendant toutes les années de sa présence sur le marché.

### Études cliniques
Les différentes études cliniques se font en quatre phases.

#### PhaseI
La phase I est dite d'innocuité (ou encore de tolérance) du produit. Elle est généralement menée sur des volontaires sains. Elle vise à établir la dose minimale active (si son activité peut être mise en évidence sur le volontaire sain) et surtout pour établir la dose maximale tolérable, en doses uniques croissantes et/ou répétées. Pour des produits comme des antibiotiques, des anticancéreux, des hormones, etc., l'utilisation de volontaires sains est exclue. On cherche à connaître la pharmacocinétique ADME de la molécule (c'est-à-dire la vitesse d'absorption (A = la vitesse de passage dans le sang à partir d'une solution orale), M = la vitesse de métabolisation (transformation biologique par le foie et d'autres organes), D = la vitesse de distribution et de répartition dans les différents tissus à partir du compartiment plasmatique et E = la vitesse d'élimination de la molécule par l'organisme aussi appelée clearance). Les données ADME préalablement collectées sur les modèles animaux (rat, souris, chien et singe) servent d'encadrement et de comparaison pour les données ADME humaines. Comme il n'est pas éthique d'exposer des volontaires sains à des produits très actifs (anti-cancéreux, antithyroïdiens, hormones, antibiotiques, etc.), cette phase I est dans ce cas réalisée en phase II sur des patients qui eux peuvent bénéficier de l'effet thérapeutique supposé du produit testé. Dans tous les cas, l'accord du patient, après une information éclairée, est indispensable. Aucune expérimentation ne peut se faire à l'insu du patient et sans son accord « éclairé » par les explications du responsable de l'étude.

#### PhaseII
Elle consiste en des tests dits de biodisponibilité sur patients volontaires et d'efficacité sur patients volontaires. Elle vise à établir la relation entre dose et effet. On établit le domaine (range) des doses actives à partir des données obtenues sur animaux en toxicologie préclinique. On établit le « range » des doses actives tolérées sans chercher à atteindre une dose maximale qui serait toxique. Ce range deviendra progressivement la posologie du produit pour telle indication. C'est lors de ces tests que l'on détecte les premiers effets secondaires, qui une fois confirmés en phase II et IV seront souvent les effets secondaires principaux du produit. Si ces effets sont trop importants par rapport à l'intérêt de l'effet thérapeutique apporté, le développement du produit sera arrêté.

#### PhaseIII
Le médicament dont l'activité pharmacologique a été confirmée en phase II doit être testé pour évaluer son intérêt clinique réel. Cette phase vise à établir le rapport entre bénéfice et risques. Le candidat médicament est comparé à un médicament de référence et toujours à un placebo (lorsqu'il n'existe pas d'opposition éthique à ne pas administrer de substance active au patient volontaire) dans une plus large étude clinique. Une randomisation (tirage au sort) est effectuée pour déterminer quel bras de traitement sera le patient. L'expérimentation dite « double aveugle » est un standard actuellement (ni le patient, ni le médecin ne savent si c'est un médicament, le placebo ou la référence qui est administrée). Ces méthodes statistiques sont un gage de rigueur et de qualité des données générées dans l'étude.
Les données de toxicologie animale et d'innocuité clinique (innocuité = phase 2), les données cliniques (efficacité) et les données pharmaceutiques (qualité) sont rassemblées en un dossier dit de demande d'enregistrement qui est déposé pour obtenir une autorisation de mise sur le marché (AMM) à l'Agence européenne (EMEA). Si l'autorité estime (évaluation sur dossier uniquement) que les informations déposées à l'appui de la demande d'enregistrement sont suffisantes, elle autorise la commercialisation du médicament mais uniquement dans les indications cliniques approuvées. Si l'autorité estime qu'un complément d'information est nécessaire, elle exigera des compléments d'information à déposer avant de commercialiser la spécialité ou à remettre dans un délai assez court un an deux ans, mais sans empêcher la mise sur le marché du médicament.
Le plus souvent, lorsqu'il s'agit d'un médicament contenant une nouvelle molécule (NCE = New Compound Entity), celle-ci est couverte par des droits de propriété intellectuelle (brevet ou patent). Cette propriété s'obtient par le dépôt d'une demande de brevet. Cette propriété intellectuelle une fois accordée, court sur une période maximale de 18 à 20 ans depuis le dépôt de la demande de brevet. Au bout d'un certain nombre d'années, le brevet de la substance active tombe dans le domaine public, et ainsi ouvre la possibilité de copie par des laboratoires spécialisés dans la production de médicaments génériques. Ces « génériques » doivent aussi faire l'objet d'enregistrement auprès des autorités de santé. Ces produits étant (on ne dit plus équivalents mais) essentiellement similaires aux produits originaux qualifiés de princeps, seule la partie pharmaceutique du dossier d'AMM est déposée pour obtenir un enregistrement. Une période dite de protection des données de 5 ans peut être obtenue auprès des autorités de santé pour empêcher les copies génériques d'un produit original, innovateur qui a mis longtemps pour être développé, plus que sa période de protection du brevet.
Ainsi, il ne faut faire pas de confusion pour le médicament entre la protection des droits de propriété industrielle (brevet, CCP) qui est accordée par les agences de propriété industrielle (INPI au niveau national, Office Européen des Brevets au niveau européen) et les protections dites réglementaires auxquelles s'engagent les agences de santé (ANSM au niveau national ou EMA Agence Européenne du Médicament au niveau européen). La protection offerte par les agences de santé porte ainsi sur les données cliniques de développement dans l'indication considérée du médicament princeps.
En France, un médicament expérimental est produit selon des critères de qualité équivalent au produit mis sur le marché. La loi dit que (annexe I de la décision du 26 mai 2006 modifiant l'arrêté du 10 mai 1995 modifié relatif aux bonnes pratiques de fabrication (industrie pharmaceutique)) tout principe actif sous une forme pharmaceutique ou placebo expérimenté ou utilisé comme référence dans une recherche biomédicale, y compris les médicaments bénéficiant déjà d'une autorisation de mise sur le marché, mais utilisés ou présentés ou conditionnés différemment de la spécialité autorisée, ou utilisés pour une indication non autorisée ou en vue d'obtenir de plus amples informations sur la forme de la spécialité autorisée.

#### PhaseIV
La phase IV (ou post-marketing) est le suivi à long terme d'un traitement alors que le traitement est autorisé sur le marché. Elle doit permettre de dépister des effets secondaires rares ou des complications tardives. Cette phase est à la charge des laboratoires.

## Catégories thérapeutiques
Parmi les médicaments, des familles thérapeutiques sont notamment retrouvées :
- les anesthésiants pour obtenir anesthésie locale ou générale, en forme topique ou injectable ;
- les analgésiques (antalgiques), agissant contre la douleur ;
- les antibiotiques, antimicrobien ayant une activité bactériostatique et/ou bactéricide ;
- les antidépresseurs, qui traitent la dépression (voir psychotrope) ;
- les antidiurétiques, qui diminuent la sécrétion d'urine (diurèse) ;
- les anti-inflammatoires agissant contre l'inflammation ;
- les antihistaminiques agissant contre l'allergie ;
- les antihypertenseurs qui luttent contre l'hypertension ;
- les antipyrétiques agissant contre la fièvre ;
- les antiviraux agissant contre les virus ;
- les antirétroviraux agissant contre les rétrovirus ;
- les antitussifs qui luttent contre la toux ;
- les anxiolytiques, qui réduisent l'anxiété (voir psychotrope) ;
- les bronchodilatateurs, qui vont dilater les bronches ;
- les diurétiques, qui augmentent la sécrétion d'urine (diurèse) et diminue la tension ;
- les laxatifs, qui stimulent la défécation ;
- les psychotropes, pour le traitement des maladies psychiatriques (dont neuroleptiques, anxiolytiques, antidépresseurs, etc.) ;
- les sédatifs (calmants), qui diminuent l'activité d'un organe ;
- les vasopresseurs, qui font monter la pression artérielle ;
- etc.

qu'on pourrait regrouper en 6 catégories plus vastes :
|               | Psychisme       | Infections      |                  | Réactions fortes    | Divers             |
| ------------- | --------------- | --------------- | ---------------- | ------------------- | ------------------ |
| Anesthésiants | Antidépresseurs | Antibiotiques   | Diurétiques      | Antipyrétiques      | Bronchodilatateurs |
| Antalgiques   | Anxiolytiques   | Antiviraux      | Anti-diurétiques | Antihistaminiques   | Vasopresseurs      |
| Sédatifs      | Psychotropes    | Antirétroviraux | Laxatifs         | Anti-inflammatoires |                    |

Les hypnotiques (somnifères) et les anxiolytiques sont quelquefois rassemblées sous le nom de « psycholeptiques », terme qui est en fait assez vaste. Cette classification selon Delay et Deniker (1957) a été modernisée plus tard par Pelicier et Thuillier (1991).

## Prescription et dispensation

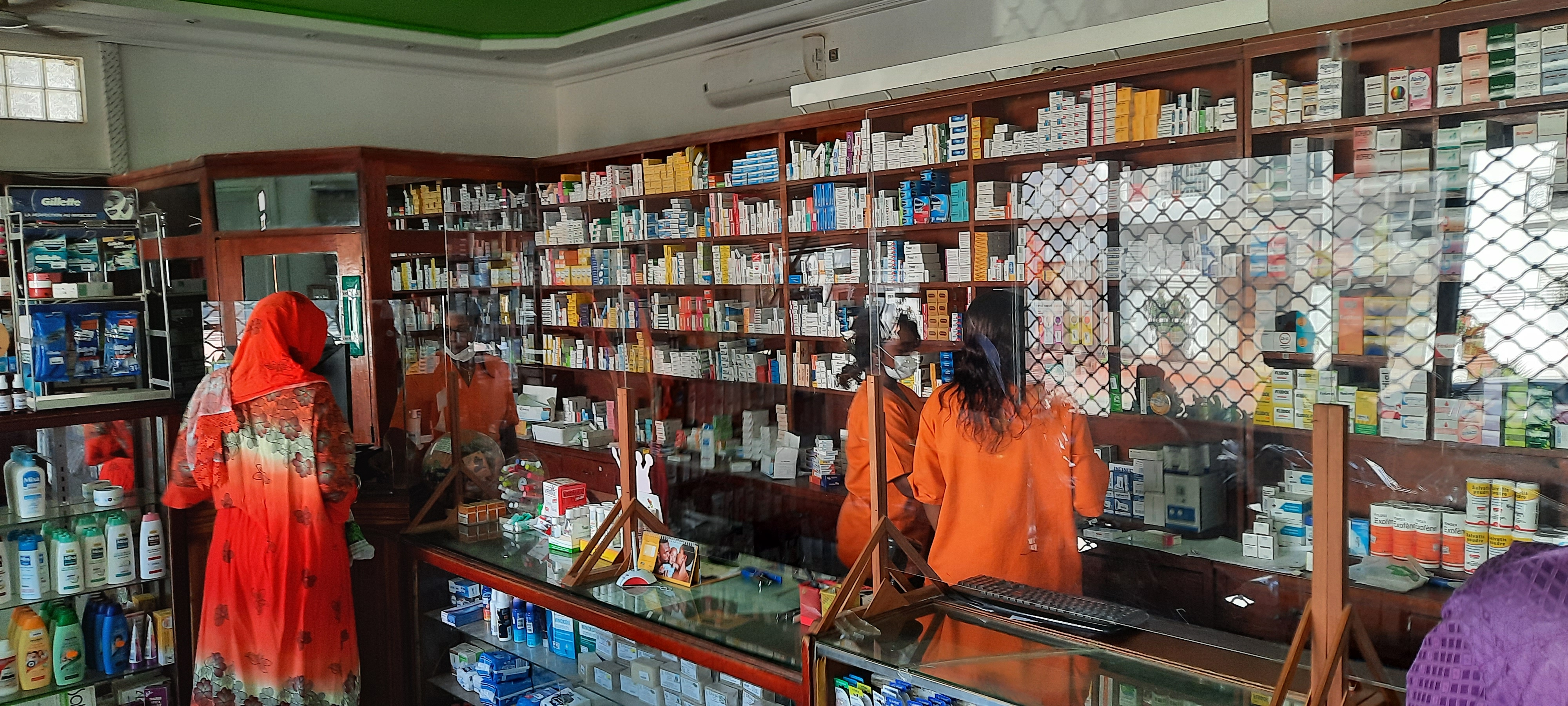
Pharmacie à Thiès, au Sénégal.

Traditionnellement, les médicaments sont prescrits par les médecins à leurs patients qui vont se les procurer chez leur pharmacien.

### En France
Certains médicaments peuvent être obtenus sans ordonnance (automédication ou médication officinale) ; en France, lorsqu'un médicament est acheté sans être prescrit, il n'est pas remboursé par l'assurance maladie, mais il peut l'être par certaines mutuelles. Dans la plupart des pays, un médicament doit avoir obtenu une autorisation de mise sur le marché (AMM) pour être vendu. L'AMM est connue sous l'appellation « NDA » (new drug application) aux États-Unis et sous « NDS » (new drug submission) au Canada.
Les organismes de régulation de la santé dressent des listes de médicaments en fonction des risques que représentent leur prise. Par exemple, en France, il existe plusieurs listes de substances vénéneuses : les médicaments qui renferment ces substances ne peuvent être acquis que sur ordonnance (sauf cas limités d'exonération) :
- liste I : médicaments toxiques (dans les conditions normales d'emploi) ;
- liste II : médicaments dangereux, moins toxiques que ceux de la liste I (dangereux en conditions anormales d'emploi)[12] ;
- stupéfiants : substances psychoactives fortes capables de provoquer une dépendance et des effets délétères sur la santé psychique et physique, tout en représentant un danger particulier pour la santé publique.
- psychotropes : complémentaires aux stupéfiants, mais représentant un risque pour la santé publique jugé moindre et dont les conditions de prescription sont plus souples. Regroupe globalement les benzodiazépines et les barbituriques.

Les différences entre ces listes sont surtout théoriques et ne garantissent pas forcément une description précise du caractère dangereux du médicament. Par exemple, le sécobarbital est classé comme stupéfiant tandis que le phénobarbital, dont le profil addictogène et nocif est comparable, ne figure que sur la Liste II ainsi que la liste des psychotropes. De ce fait, ces classements ne sont pas des garanties et de nombreux produits figurent d'ailleurs sur deux registres complémentaires.
Du fait de l'émergence régulière de nouvelles substances l'Arrêté du 22 février 1990 fixant la liste des substances classées comme stupéfiants ainsi que celui fixant la liste des psychotropes sont fréquemment consolidés, et ont uniquement cours jusqu'à ce qu'une version ultérieure ne les remplace.
Selon leurs particularités et leurs conditions d'utilisation ou de manipulation, certains médicaments en France sont soumis à des « conditions de prescription » telles que :
- médicaments à prescription restreinte :
  - ceux qui sont réservés à l'usage hospitalier,
  - ceux qui ne peuvent être prescrits que par un médecin hospitalier,
  - ceux nécessitant une surveillance spécifique et une prescription par un médecin spécialisé,
- médicaments d'exception : médicaments particulièrement onéreux, ils doivent faire l'objet d'un suivi spécifique et de justifications médicales pour la prise en charge ;
- médicaments restreints et d'exception.

## Administration

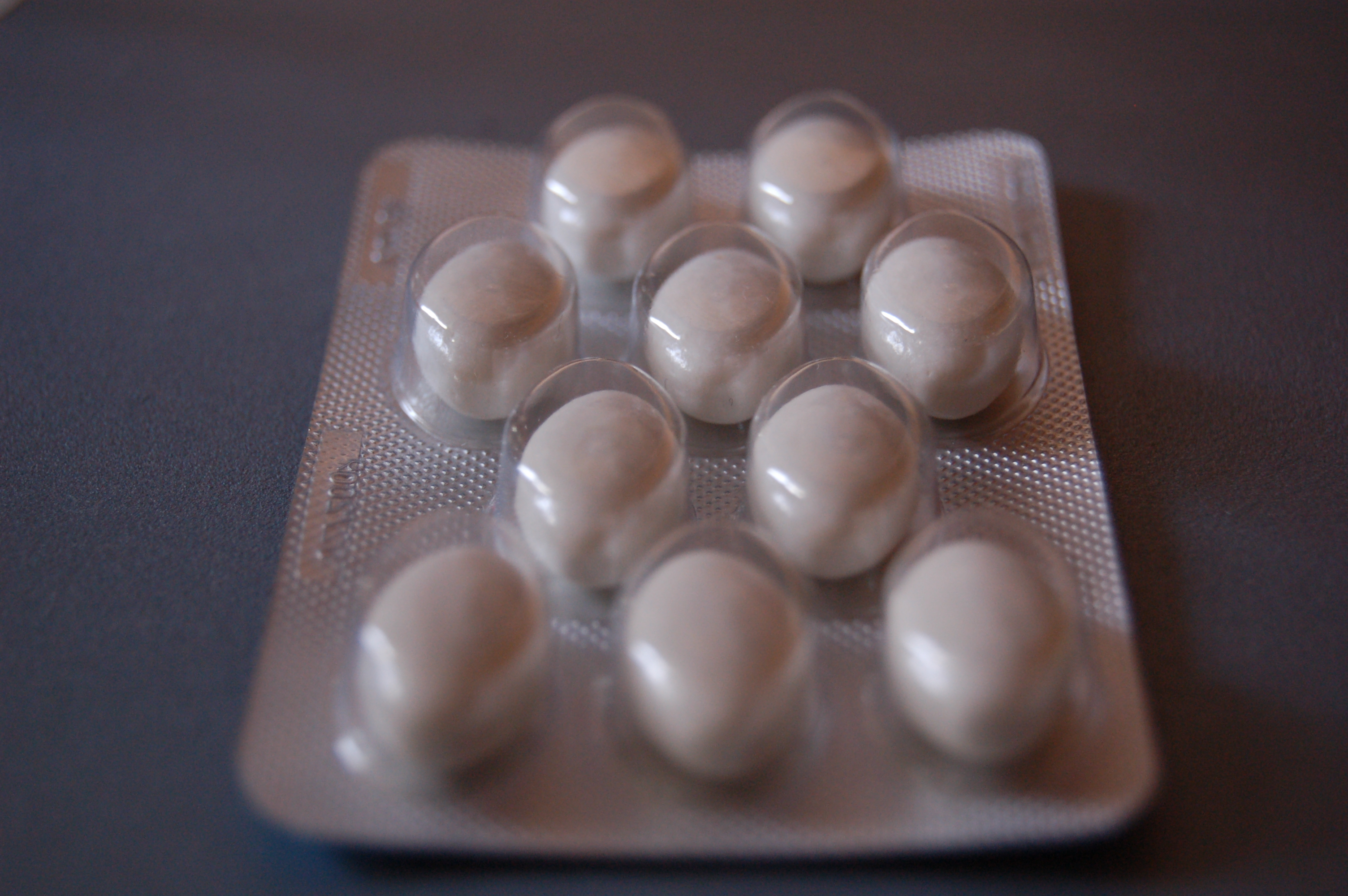
Plaquette de comprimés.

Le médicament peut s'administrer, selon sa forme galénique, par plusieurs voies d'administration :
- de manière globale (systémique) : la substance active passe dans le sang et est transportée partout dans l'organisme, afin d'atteindre sa cible :
  - administration orale, dite per os : comprimé, sirop, gélule, solution buvable, granulé,
  - suppositoire,
  - administration par voie pulmonaire (inhalation ou instillation), avec absorption par les muqueuses des voies respiratoires
  - par timbre transdermique (à travers la peau) : par exemple pour pallier l'envie de fumer, ou comme anti-inflammatoire ou antidouleur (morphinique),
  - L'administration par voie parentérale est faite au moyen d'une injection. Elle peut être :
    - intraveineuse, en une fois on dira en bolus ou par une perfusion lente. La veine pouvant être superficielle, habituellement au bras (voie veineuse périphérique) ou profonde (voie veineuse centrale), le plus souvent au niveau du cou (veine jugulaire) ou sous la clavicule (veine sous clavière). La voie intraveineuse permet d'administrer un produit qui doit agir très rapidement (urgence) ou un produit mal toléré avec le risque d'irriter la veine (phlébite),
    - sous-cutanée : sous la peau, fréquemment au niveau du ventre ou des cuisses (insuline),
    - intradermique : dans le derme,
    - intramusculaire : dans un muscle (cuisse) pour un produit qui doit agir lentement.
- de manière locale, directement sur le site d'action désiré:
  - administration par voie oculaire
  - administration par voie vaginale / en intra-utérin, respectivement par le vagin et l'utérus
  - de manière dermique (topique) : la substance active est amenée directement à l'endroit où il doit agir au niveau de la peau: pommade, crème dermique, gel dermique, etc. (action cutanée ou topique),

## Efficacité et évaluation
L'efficacité et l'évaluation du médicament tiennent compte de la balance bénéfice/risque, des effets secondaires et paradoxaux, des interactions et contre-indications. Le profil de risque est surtout lié à la relation entre les effets secondaires et la maladie soignée.

### Rapport bénéfice/risque
Le rapport bénéfice/risque est pris en compte - ainsi des effets secondaires sévères seront indéniablement mieux acceptés pour échapper à un cancer que pour éviter la douleur ou l'obésité. Du côté du médecin, celui-ci doit prendre en compte dans ce rapport au risque la durée du traitement (effet cumulatif), et ne pas négliger le risque sur le fœtus quand il s'agit d'une femme enceinte (exemple : thalidomide, mieux connu sous le nom Softenon). La posologie et les effets secondaires connus doivent être inscrits sur la notice accompagnant le médicament.
De plus, certains médicaments sont strictement réglementés et ne peuvent être prescrits que sous certaines conditions (voir prescription, distribution). Les données récoltées, touchant un grand nombre de patients, sont transmises aux autorités de santé qui réévaluent la balance bénéfice/risque du médicament. Il peut en ressortir des effets graves qui n'étaient pas apparus lors des études cliniques et ainsi mener le laboratoire ou l'autorité à retirer le médicament.

### Évènement indésirable
Les événements indésirables médicamenteux concernent des effets indésirables iatrogènes qui peuvent être graves (Évènement indésirable grave (EIG)), qu'ils soient le fait d'une erreur médicamenteuse ou non.

### Réactions anaphylactiques
Les médicaments peuvent provoquer une réaction anaphylactique ou anaphylactoïde. C'est le cas par exemple de l'acide acétylsalicylique, des inhibiteurs de l'enzyme de conversion de l'angiotensine et des sartans, des pénicillines, des céphalosporines, des produits de contraste, des anesthésiques locaux, des anti-inflammatoires non stéroïdiens. Des réactions croisées sont possibles, par exemple entre les pénicillines et les céphalosporines. Les bêtabloquants peuvent aggraver l'évolution d'une réaction anaphylactique et contrecarrer la réponse à l'adrénaline.

### Effets paradoxaux possibles
La prescription d'un médicament n'est pas neutre — les effets induits ne sont pas toujours légers, ils peuvent être graves. Les effets secondaires peuvent à leur tour être mal interprétés, comme symptômes d'autre chose, ou d'une aggravation de l'état de la personne, ce qui complique singulièrement la situation et peut conduire à des prescriptions supplémentaires (inadaptées) à d'autres effets secondaires, et aussi à une dépendance.
Les Français sont les plus gros consommateurs au monde de somnifères (trois fois plus que les Britanniques, ou que les Allemands) dont les effets secondaires peuvent être la dépression, avec ou sans tendances suicidaires, des états phobiques, l'agressivité et un comportement violent[réf. nécessaire].
Dans le domaine des antibiotiques, une sur-prescription peut aboutir, à terme, à des infections plus difficiles à traiter du fait de la sélection de germes résistant aux antibiotiques.
Les impacts environnementaux ou secondaires (via l'alimentation) de médicaments humains ou vétérinaires (dont perturbateurs endocriniens) semble avoir été sous-estimés. Certains résidus, via l'urine et les excréments ne sont pas dégradés par les stations d'épuration ou sont ingérés et semblent déjà poser problème, nettement détectable sur la fertilité d'espèces marines ou d'eau douces, notamment vivant en aval des exutoires de stations d'épuration. Certains médicaments (chimiothérapie, désinfectants) contiennent des substances qui ne sont pas dégradables (métaux lourds). La détection et la filtration de ces substances sont encore à leurs débuts. Un suivi des médicaments dans l'eau est mis en place en France.

### Interactions médicamenteuses
Une grande partie de l'étude d'un principe actif concerne la recherche d'interactions avec d'autres substances médicamenteuses ou non. Cette étude se focalise essentiellement sur les cytochromes p. 450, des enzymes importantes du foie.

### Pharmacovigilance
Après la mise sur le marché du médicament, celui est surveillé en vie réelle. La pharmacovigilance est un dispositif qui permet de s'assurer de la sécurité du médicament en veillant à l'émergence d'effets secondaires ou indésirables. Les études ont permis d'en identifier la plupart mais lorsque le médicament est utilisé sur des centaines de milliers ou des millions de patients il est nécessaire de surveiller les réactions. Des réévaluations du bénéfice/risque peuvent être conduites par les autorités de santé allant potentiellement jusqu'au retrait du produit.
Les entreprises pharmaceutiques doivent déclarer aux autorités de santé tout au long de la commercialisation de leur produit :
- tout effet indésirable grave suspecté, survenu en Europe ou dans un État partie à l’accord sur l’Espace économique européen ou survenu dans un pays tiers, dont elles ont connaissance, au plus tard dans les 15 jours suivant la réception de l’information,
- tout effet indésirable non grave suspecté, survenu en Europe ou dans un État partie à l’accord sur l’Espace économique européen, dont elles ont connaissance, au plus tard dans les 90 jours suivant la réception de l’information.

Elles doivent également soumettre des rapports périodiques actualisés de pharmacovigilance (periodic safety update report (PSUR)) contenant notamment une mise à jour de l’ensemble des informations recueillies au niveau mondial sur la sécurité d’emploi du médicament.
Les médecins prescripteurs doivent aussi notifier également les effets secondaires non attendus, non connus ou graves. L'Agence nationale de sécurité du médicament et des produits de santé (ANSM) tient à jour des infos de disponibilité, retraits de médicaments et des messages de pharmacovigilance.
Les associations de patients et patients peuvent aussi déclarer (signaler) les effets secondaires dont ils ont connaissance.
Les laboratoires pharmaceutiques peuvent conduire des études post-autorisation : PASS (étude de sécurité) ou PAES (études d’efficacité).

### Contre-indications
La plupart des médicaments ont une liste de contre-indications à leur utilisation.
Il s'agit généralement de pathologies qui seraient aggravées avec la prise dudit médicament.

## Aspects commerciaux

### Appellation
Les médicaments sont commercialisés classiquement sous leur nom de marque. La marque est un élément de protection industrielle au même titre que le brevet. Lorsqu'un dossier d'AMM est déposé aux autorités de santé, le nom de marque fait l'objet d'un examen minutieux.
La marque d'un médicament a perdu de sa valeur avec le développement d'une politique de développement de génériques (médicaments concurrents à un médicament princeps, qui sont autorisés à l'issue de la période de brevet ou CCP). Les prescriptions par les médecins se font encore le plus souvent par nom de marque mais le développement des logiciels d'aide à la prescription permet au pharmacien de délivrer un médicament générique, normalement moins cher pour la Sécurité sociale. Ce droit de substitution a pu être considéré comme une atteinte aux droits de propriété industrielle.
De plus en plus, on emploie la DCI ou encore « dénomination commune internationale » pour identifier et prescrire les médicaments en général mais surtout les produits devenus génériques ; la DCI correspond à l'appellation internationale de la substance active, appellation reprise dans toutes les publications scientifiques. En exemple : acide acétylsalicylique (ASA pour Acetyl Salicylic Acid) pour Aspirine qui était initialement une marque commerciale de la firme Bayer.

### Vente
Les 10 médicaments les plus vendus au monde en 2006[source insuffisante] (en milliards de dollars)
- Lipitor (anticholestérol) (Pfizer) : 13,6
- Inexium (antisécrétoire gastrique) (AstraZeneca) : 6,7
- Seretide/Advair (Fluticasone et Salmétérol (antiasthmatique) (GlaxoSmithKline) : 6,3
- Plavix (antiagrégant plaquettaire) (Sanofi-Aventis) : 5,8
- Norvasc (contre la tension) (Pfizer) : 5,0
- Aranesp (Antianémique) (Amgen) : 5,0
- Zyprexa (traitement de la schizophrénie) (Eli Lilly) : 4,7
- Risperdal (antipsychotique) (Johnson & Johnson) : 4,6
- Enbrel (immunosuppresseur) (Amgen & Wyeth) : 4,5
- Effexor (traitement de la dépression ou de l'anxiété) (Wyeth) : 4,0

#### Vente sur Internet
Depuis le 12 juillet 2013, la législation française autorise la vente en ligne de médicaments sans ordonnance selon l’ordonnance no 2012-1427 relative au renforcement de la sécurité de la chaîne d’approvisionnement des médicaments. Cette ordonnance précise les conditions et recommandations relatives aux sites de e-pharmacie.
La vente depuis un site commerçant nécessite pour chaque pharmacie en ligne soit rattachée à un établissement physique et d’être agrée par l’ARS (agence régionale de santé), le ministère de la Santé et l’ordre des Pharmaciens. Ce dernier est dans l’obligation de laisser publiquement accès à la liste des sites de pharmacies ayant l’autorisation de vendre des médicaments en ligne.

#### Modèle «kiwi»
Depuis 1993 en Nouvelle-Zélande, et depuis 2008 aux Pays-Bas, un nouveau médicament ne peut bénéficier d'un remboursement que dans deux cas : si la sécurité sociale est convaincue de son caractère réellement innovant ou si son fabricant le met sur le marché à un prix inférieur à celui des médicaments équivalents,. Lorsque des médicaments génériques existent, des appels d'offres sont lancés tous les 3 ans sous forme d'enchère inversée. Seul celui proposé au prix le plus bas est alors remboursé par la sécurité sociale via les prescriptions. Grâce à ce système, les médicaments sont souvent 3 à 5 fois moins chers en Nouvelle-Zélande ou aux Pays-Bas,. Selon une estimation d'un médecin, il permettrait d'économiser près d'un 1,5 milliard d'euros par an en Belgique ; selon GSK, appliquer les prix néo-zélandais augmenterait son chiffre d'affaires de 6 % ; selon la ministre belge de la santé, Maggie De Block, ce système n'est pas applicable dans une économie ouverte et devrait être établi au niveau européen.

### Prix des médicaments
L'OCDE, dans divers rapports, a publié ses travaux sur le prix des médicaments. Son objectif est de formuler des propositions permettant à fois d' assurer aux laboratoires pharmaceutiques un retour sur investissement tout en rendant accessibles les médicaments arrivant sur le marché, dans un contexte marqué par a nécessité de limiter les dépenses de santé. L'OCDE a consacré un rapport spécifique aux prix excessifs. L’OCDE constate la spécificité de la demande de médicaments : pour la plupart les patients ne choisissent pas et ne paient pas ou ne paient que partiellement, le coût étant pris en charge par des tiers. Les médicaments sont souvent indispensables ce qui conduit à une demande inélastique. Les tiers payeurs, compagnies d’assurance ou systèmes de santé publique ont peu de moyens de contrôle et enfin les médecins qui prescrivent ne sont ni les consommateurs ni les payeurs. Cela a conduit les États à mettre en place des systèmes de réglementation. La plupart de celles-ci tablent sur la concurrence pour exercer un effet de modération sur les prix, en particulier en ce qui concerne les médicaments qui ont perdu la protection d’un brevet et l’apparition des génériques.
L’accessibilité économique des médicaments est un problème encore plus difficile pour les pays en développement. L'OMS consacre régulièrement des travaux sur ce sujet.

### Pays consommateurs
Les trois pays les plus consommateurs de médicaments prescrits sont les États-Unis, la Chine et le Japon.

## Problèmes soulevés

### Critiques de l'industrie pharmaceutique
Selon l'Organisation mondiale de la santé (OMS), la Commission de la Transparence et la revue Prescrire, sur 1 120 principes actifs de médicaments, il en existe la moitié qui posent des problèmes : 35 % qui ont un effet nul et 15 % un effet quasiment nul. La revue publie en novembre 2020 une liste de « médicaments autorisés plus dangereux qu'utiles ». Selon le professeur David Healy : « supprimez les dix ou même les vingt médicaments qui se vendent le plus en pharmacies, la santé publique n'en serait pas affectée d'un iota. »
« Les médicaments mis sur le marché sont, d'une façon ou d'une autre, de la fausse monnaie. Le médecin qui prescrit ne sait pas forcément ce qu'il fait. La raison ? Les décideurs du système de santé se laissent en grand nombre corrompre par les groupes pharmaceutiques. » Pour Marcia Angell, médecin et ancienne membre de la rédaction en chef du New England Journal of Medecine, « il n'est plus possible de croire les recherches publiées, ni de se fier au jugement de son médecin de famille ».

### Accès et surconsommation
Pour les pays ayant signé la charte des Nations unies, la protection des populations (sûreté, protection de la santé) face aux accidents quotidiens, maladies et catastrophes (calamités), est une des fonctions de l'État (articles 3, 22 et 25 de la Déclaration universelle des droits de l'homme de 1948).
Il est donc de la responsabilité de l'État d'assurer un accès aux soins, et notamment aux médicaments, en fonction de l'état de santé de la personne et non pas de ses revenus. Se posent alors deux problèmes : le financement et la régulation de la consommation médicamenteuse. Si des personnes n'ont pas les moyens de s'acheter des médicaments, le coût doit donc en être assuré par l'État, donc par les impôts, cotisations sociales ou taxes d'une manière ou d'une autre (sur le tabac, l'alcool, etc.) ; il s'agit de fait d'un moyen de redistribution des richesses. Les individus ayant des revenus « suffisants », mais ne pouvant pas couvrir des soins très onéreux, peuvent également contracter une assurance organisant la mutualisation du risque.
Par rapport à un produit de consommation courante, le médicament a une particularité : dans la majorité des cas, celui qui l'utilise (le patient), celui qui le choisit (le médecin prescripteur) et celui qui le paye (l'assurance-maladie) sont distincts. L'un des risques est celui de ne plus pouvoir financer d'autres dépenses utiles. Les dépenses liées à l'allongement de la durée de vie, (dont les Affections longue durée (ALD) en France, qui représentent 60 % des dépenses de l'Assurance-maladie) augmentent et continueront d'augmenter fortement, dans les années à venir. C'est tout l'ensemble du système de soins qui est en question…

### Médicaments périmés
La consommation de médicaments périmés peut entraîner des intoxications. En France, les médicaments non utilisés (MNU) peuvent être rapportés chez le pharmacien, qui les transmet à Cyclamed, organisme chargé de les détruire. Les MNU ne sont plus triés pour être réutilisés par des associations humanitaires comme Médecins du Monde ou l'Ordre de Malte dans le cadre de leurs actions depuis le 1er janvier 2009 (car le tri pour réutilisation revenait trop cher à ces organismes). Ils sont brûlés dans des incinérateurs. Les emballages peuvent être valorisés avec les cartons recyclables, seuls les blisters et restes de médicaments peuvent être envoyés à Cyclamed.
Ceci peut représenter toutefois un gâchis considérable. L'analyse de médicaments périmés depuis plus de 20 ans jusqu'à 30 ans a ainsi montré que les principes actifs étaient en majorité toujours présents en quantité acceptable, sauf pour les antibiotiques.

### Lieu de conservation
Les médicaments doivent être conservés dans des lieux secs et frais et hors des zones humides. Ils ne doivent donc pas être entreposés dans la salle de bains ou la cuisine où il y a beaucoup d'humidité. Les médicaments périssables tels que certains antibiotiques, les solutions d’inhalation et les gouttes oculaires doivent être conservés au réfrigérateur. Une intention particulière doit être observé concernant les sirops et les crèmes. S'ils sont entamés, la date de péremption indiquée sur l’emballage n’est plus valable et la durée de conservation n’est alors plus que de un à trois mois au maximum.

### Contamination environnementale
Des résidus médicamenteux contaminent l'environnement (eau et sol en particulier) via les excrétats d'humains ou animaux traités (urine, excréments, exsudats, poils, desquamations, mucus et autres fluides provenant des organismes vivant ou de leurs cadavres). Certains sont des hormones ou des perturbateurs endocriniens rejetés dans le milieu avec les urines, qui peuvent agir à doses infimes et qui sont retrouvées dans des réservoirs destinés à produire de l'eau potable. Quels sont les impacts du viagra retrouvé dans des lacs ou rivières s'interrogeait R. Masters en 2001.
Dans les pays riches (dont en France), globalement, les mêmes molécules sont trouvées dans les eaux traitées d’origine souterraines ou superficielle, ce qui montre une contamination déjà générale de l'environnement terrestre, avec des variations pour certaines molécules : par exemple, la caféine, comme on s’y attendait est plus fréquente en surface, de même en France que l’époxycarbamazépine, l’oxazépam et l’hydroxyibuprofène (jusqu’à 85 ng/l), alors que la carbamazépine est plus souvent trouvée dans les eaux traitées d’origine souterraine (ce qui laisse penser qu’elle se dégrade plus vite en surface).
Du point de vue toxicologique et écotoxicologique, Il faudrait ajouter à ces listes les pesticides (dont les phytosanitaires, qui sont les « médicaments des plantes », et d’autres molécules indésirables, et évaluer les synergies possibles entre ces polluants ; et étudier la capacité de certains organismes à éventuellement bioconcentrer ces produits
En France, selon les données publiées par l'ANSES en 2011 280 échantillons d’eaux traitées ont été prélevés dans tous les départements métropolitains et d’outre-mer (dont 2/3 d’eaux venant de la nappe et 1/3 venant d’eaux superficielles). On y a recherché 76 molécules de médicaments humains ou vétérinaires, dites « prioritaires » dont 45 molécules ont pu être dosées (limites de quantification : 1 à 50 ng/l, chromatographie liquide couplée à un spectromètre de masse).
- 19 molécules ont été détectées 1 fois ou plus, dont 14 à des teneurs dépassant la limite de quantification[36] ;
- 75 % des échantillons ne contiennent pas de molécule quantifiable[36] ;
- 25 % des échantillons étaient positifs, avec en général une à quatre molécules simultanément présentes (le plus souvent il s’agissait d’oxazépam qu’on a détecté jusqu’à 91 ng/l (comme molécule-mère ou métabolite de la famille des benzodiazépines), d’époxycarbamazépine, de carbamazépine et d’hydroxyibuprofène. L’oxazépam est le plus fréquent. 
La caféine est considérée comme un bon « traceur » ou « marqueur anthropique »[38] ; Elle a été trouvée lors de ces mesures dans 49,6 % des eaux brutes et 28,1 % des eaux traitées (avec un max de 115 ng/l)[36].

Dans les eaux brutes, il existe plus de molécules que dans les eaux traitées (en général avec moins de 25 ng/l). En surface 70 % des prélèvements ne renfermaient pas de molécule en quantités mesurables par les moyens utilisés. 30 molécules ont été détectées 1 fois ou plus (dont 16 au-dessus des limites de quantification). Les résidus médicamenteux ont atteint 400 ng/l (dans moins de 1 % des échantillons).
Dans les eaux traitées :
- plus de 90 % des échantillons présentaient une concentration cumulée inférieure à 25 ng/l[36] ;
- moins de 5 % des eaux traitées présentaient une teneur cumulée supérieure à 100 ng/l[36] ;
- la teneur maximale cumulée retrouvée dans un échantillon est de 131 ng/l[36].

Le 30 mai 2011, un premier Plan national sur les résidus de médicaments dans l'eau, a été lancé conjointement par les ministères chargés de l’Écologie et de la Santé pour évaluer et prioriser, en 18 « actions », le risque éventuel lié à la présence de molécules issues de médicaments dans l’eau, les conséquences écosystémiques possibles ainsi que pour a santé et les modes de gestions et de contrôle possibles. Il doit aussi proposer des actions de réduction de la dispersion médicamenteuse dans l’eau, tout en développant la recherche. Dans ce cadre, l'AFSSAPS et l'ANSES vont proposer une méthode d'évaluation des risques sanitaires (fin 2011), qui sera appliquée à la carbamazépine puis aux autres molécules identifiées lors de la campagne 2011.

### Documentaire
- Elise Lucet, « Cash investigation : Nos données personnelles valent de l'or », sur france.tv, France 2, 2021 (consulté le 19 mai 2021)

#### Types de médicaments et traitement
- Alicament
- Bithérapie
- Chimiothérapie
- Médicament générique
- Médicament sous ordonnance
- Trithérapie
- Médicament vétérinaire

#### Physiologie
- Dépendance
- Effet indésirable
- Effet secondaire (médecine)
- Événement indésirable médicamenteux (EIM)
- Erreur médicamenteuse
- Iatrogénèse
- Interaction médicamenteuse
- Médicaments et grossesse
- Utilisation de médicaments pendant l'allaitement
- Sevrage
- Surconsommation de médicaments
- Intoxication médicamenteuse

#### Institutions et économie
- Agence nationale de sécurité du médicament et des produits de santé
- Délégué médical
- Industrie pharmaceutique
- Prescription de médicaments
- Production pharmaceutique industrielle
- Répartition pharmaceutique
- Surprescription

#### Autres
- Liste de médicaments retirés du marché
- Emballage des médicaments
- Effet placebo

#### Divers
- (fr) Dictionnaire français de l’erreur médicamenteuse Société française de pharmacie clinique (SFPC), 2006, 64 p.
- (fr) Site du Collège National de Pharmacologie Médicale

#### Bases de données
- Ressource relative à la santé :   - PatientLikeMe
- Ressource relative à l'audiovisuel :   - France 24
- Ressource relative à la recherche :   - JSTOR
- Notices dans des dictionnaires ou encyclopédies généralistes :   - Britannica
  - Den Store Danske Encyklopædi
  - Enciclopedia De Agostini
  - Gran Enciclopèdia Catalana
  - Store norske leksikon
  - Treccani
  - Universalis
- Notices d'autorité :   - BnF (données)
  - LCCN
  - GND
  - Japon
  - Espagne
  - Israël
  - Tchéquie
  - Lettonie
- (fr) Base de données publique des médicaments française
- (fr) Site Vidal.fr : Prescription et délivrance des médicaments : règles générales et site grand public
- (fr) Theriaque.org, site du GIE SIPS (Système d'information sur les produits de santé)
- (fr) Compendium suisse des médicaments

#### Historique
- Les médicaments dans les Hôpitaux du Roy Texte du milieu du XVIIIe siècle.